# Acuerdo de Bled
El acuerdo de Bled del 22 de agosto de 1938 fue un pacto entre Hungría y los países de la Pequeña Entente por el que se anularon algunas restricciones impuestas a la primera por el Tratado de Trianon firmado tras la derrota en la Primera Guerra Mundial. Representantes húngaros y de Checoslovaquia, Rumanía y Yugoslavia se reunieron en la localidad yugoslava de Bled el 21 de agosto. Al día siguiente, anunciaron la renuncia común al uso de la fuerza en las relaciones entre sus países, al tiempo que los delegados de la Pequeña Entente reconocieron el derecho húngaro a la igualdad de armamento. Esta concesión permitió a Hungría reconstituir su fuerza aérea, que ya existía clandestinamente, y aumentar el tamaño y armamento de su Ejército.

## Antecedentes

Hungría y la Pequeña Entente durante el periodo de entreguerras.

En febrero y junio de 1937, se habían producido intentos de acercamiento entre Hungría y Checoslovaquia en los que esta había solicitado la firma de un tratado de no agresión a cambio de reconocer el derecho a Hungría a rearmarse. Como el rearme húngaro a pequeña escala ya se estaba produciendo sin que ni Checoslovaquia ni sus aliados hubiesen protestado, el Gobierno de Budapest rechazó la petición checoslovaca. Dos sucesos convencieron a los mandatarios húngaros finalmente de la conveniencia de lograr un acuerdo con la Pequeña Entente: el primero fue el acuerdo de Salónica del 31 de julio, por el que Bulgaria había obtenido el permiso de los países firmantes de la Entente de los Balcanes —entre los que se contaban Yugoslavia y Rumanía— para rearmarse; el segundo fue la aprobación del Gobierno de Bucarest de un estatuto de protección de las minorías más liberal de lo esperado en Budapest. Hungría se mostró por tanto dispuesta a tratar la firma de tratados de no agresión y el rearme con la Pequeña Entente en su conjunto, si bien decidió tratar el asunto de las minorías con cada país por separado.
La fecha de la firma se eligió para coincidir con la botadura del crucero alemán Prinz Eugen en el que debía participar la esposa del regente húngaro, Magdolna Purgly, el 22 de agosto. El Gobierno magiar creía que la consecución del acuerdo con la Pequeña Entente reforzaría su posición frente a Berlín cuando los representantes de ambos países se encontrasen en Kiel para la botadura del barco.

## Checoslovaquia aislada
El acuerdo acaparó la sección internacional de la prensa vespertina británica el 22 de agosto. La prensa francesa y la de los países de la Pequeña Entente también alabaron el pacto. El Gobierno alemán, por el contrario, reacción con profundo disgusto. En realidad, el acuerdo era complejo e incompleto. Budapest y Bucarest habían alcanzado un pacto sobre el trato a la minoría magiar a comienzos de mes, pero no se había llegado a un concierto con Belgrado y Praga. Yugoslavos y húngaros lograron un primer convenio sobre tres de los puntos disputados en un anexo del acuerdo, que las dos partes visaron pero no firmaron. Por el contrario, no hubo acuerdo entre Checoslovaquia y Hungría sobre la minoría magiar, dadas las grandes exigencias de Budapest, que Praga no aceptó. El ministro checoslovaco de Asuntos Exteriores, Kamil Krofta, había señalado a los representantes yugoslavos antes del comienzo de la conferencia que, aunque consideraba las reivindicaciones magiares una forma de discriminación contra su país, no las utilizaría para impedir el acuerdo entre las partes.
Como resultado, Hungría logró alcanzar un acuerdo con los tres países vecinos al tiempo que impedía su aplicación con el único de ellos lindante con Alemania, Checoslovaquia. Italia entendió correctamente el alcance del pacto. El ministro de Asuntos Exteriores italiano, Galeazzo Ciano, anotó que «marcaba una nueva fase en el desbaratamiento de la Pequeña Entente. Checoslovaquia está aislada. El sistema francés de alianzas ha quedado completamente destruido». La conferencia de Bled se había celebrado sin que el Gobierno húngaro hubiese consultado previamente con el italiano y el austriaco, infringiendo así los Protocolos de Roma, y los acuerdos complementarios entre los tres países alcanzados durante las conferencias conjuntas de Roma (20-23 de marzo de 1936) y Viena (11-12 de noviembre de 1936).
El 23 de agosto, el primer ministro húngaro, Béla Imrédy y su ministro de Asuntos Exteriores, Kálmán Kánya, se reunieron con sus homólogos alemanes, Adolf Hitler y Joachim von Ribbentrop, durante unas maniobras navales en el puerto alemán de Kiel. Los alemanes —Ribbentrop en particular— se mostraron furiosos por el acuerdo alcanzado en Bled dado que en aquellos momentos el Reich sopesaba la posibilidad de enfrentarse militarmente a Checoslovaquia. El 25 de agosto, ya en Berlín, Ribbentrop urgió a Kánya a aclarar la reacción húngara ante una posible invasión alemana de Checoslovaquia. Kánya respondió que el acuerdo d Bled quizá podría quedar invalidado si se presentasen exigencias excesivas a la Pequeña Entente y que El Ejército húngaro podría estar listo para entrar en combate contra Checoslovaquia el 1 de octubre. Hitler indicó claramente a Kánya que, si Hungría deseaba beneficiarse del desmembramiento de Checoslovaquia, debía participar en él, advirtiendo al ministro que «aquel que desease sentarse a la mesa, debía al menos ayudar en la cocina». En realidad y como sabían ambos Gobiernos, el Ejército húngaro no podría hallarse listo para entrar en combate el 1 de octubre.

## Exigencias excesivas
El método que Kánya propuso a los alemanes para invalidar el acuerdo fue el de «presentar exigencias desorbitadas sobre las minorías [húngaras] en los países de la Pequeña Entente». El 1 de septiembre de 1938, en Budapest, Imrédy concedió una entrevista al corresponsal diplomático del Daily Telegraph, en la que, según la información del diario en la edición del día siguiente, el primer ministro minimizaba la importancia del acuerdo (según la versión aparecida anteriormente en la prensa británica), porque su aplicación completa solo tendría lugar cuando se hubiese resuelto la cuestión de las minorías húngaras.
El acuerdo de Bled supuso un síntoma de la pérdida de prestigio de la Sociedad de Naciones. El Consejo Permanente de la Pequeña Entente reconoció: «en las circunstancias actuales, la Sociedad de Naciones no puede desempeñar completamente las tareas que sus fundadores le encargaron». Un comunicado del Gobierno yugoslavo del 31 de agosto aclaró que «Yugoslavia no había renunciado a las obligaciones contraídas» antes de la firma del acuerdo, pero Hermann Göring indicó al Gobierno magiar el 9 de septiembre que el regente yugoslavo, el príncipe Pablo Karadjordjevic, le había asegurado que «en ningún caso intervendría contra Hungría, ni siquiera si esta se viese envuelta en un conflicto con Checoslovaquia».

## Rearme húngaro
Casi desde el momento de la firma del Tratado de Trianon Hungría había estado infringiendo la prohibición de rearmarse, si bien de manera secreta y con grandes limitaciones presupuestarias. El rearme era conocido tanto por los países vecinos como por las potencias, que soslayaron este hecho. El acuerdo con los países de la Pequeña Entente se limitó a otorgar al país el derecho oficial a proseguir con el rearme, que el Gobierno húngaro siempre había defendido como legítimo.
Antes incluso de la firma del tratado de paz den 1920, Hungría había comenzado ya a desarrollar planes secretos para crear una fuerza aérea. Durante la década de 1920, sin embargo, el Comité de Supervisión de Aviación desbarató todos los intentos magiares de evitar las cláusulas de desarme del tratado. En 1932, se aprobó un plan para crear cuarenta y ocho escuadrillas. En marzo de 1935, el director de la Oficina de Aviación, jefe de la fuerza aérea clandestina, solicitó esta se desarrollase lo suficiente como para poder enfrentarse al menos a uno de los países de la Pequeña Entente. El 1 de octubre de 1938, la fuerza aérea clandestina contaba ya con ciento noventa y dos aparatos.
Durante la crisis con Checoslovaquia, se movilizó prácticamente a toda la fuerza aérea el 6 de octubre, que no logró estar lista a tiempo. Finalmente no fue necesaria su actuación, ya que el Primer arbitraje de Viena resolvió las reclamaciones territoriales magiares en Checoslovaquia sin necesidad de hostilidades. El mando de la fuerza aérea quedó en disputa hasta que el 1 de enero de 1939 se proclamó como arma separada. Entabló su primer combate durante la corta guerra eslovaco-húngara que se desarrolló entre el 23 de marzo y el 4 de abril de 1939.